# Губернаторы Уфимской губернии
Список губернаторов Уфимской губернии.
| №  | Имя, отчество, фамилия         | Даты правления                               | Титул, чин, звание               | Примечания                   | Изображение |
| -- | ------------------------------ | -------------------------------------------- | -------------------------------- | ---------------------------- | ----------- |
| 1  | Григорий Сергеевич Аксаков     | 11 июня (11 июля) 1865 — 20 января 1867      | Действительный статский советник |                              |             |
| 2  | Сергей Петрович Ушаков         | 19 февраля 1867 — 24 марта 1873              | Действительный статский советник |                              |             |
| 3  | Ипполит Фёдорович Щербатский   | 24 марта (2 марта) 1873 — 2 июля 1876        | Действительный статский советник |                              |             |
| 4  | Владимир Дмитриевич Левшин     | 2 июля 1876 — 29 февраля 1880                | Действительный статский советник |                              |             |
| 5  | Павел Платонович Шрамченко     | 20 апреля (11 августа) 1880 — 22 ноября 1881 | Действительный статский советник |                              |             |
| 6  | Николай Павлович Щепкин        | 23 января 1882 — 22 июля 1883                | Действительный статский советник |                              |             |
| 7  | Пётр Алексеевич Полторацкий    | 22 июля (23 июня) 1883 — 16 февраля 1889     | Действительный статский советник |                              |             |
| 8  | Лев Егорович Норд              | 10 марта 1889 — 19 января 1894               | Генерал-майор                    |                              |             |
| 9  | Николай Христофорович Логвинов | 17 февраля 1894 — 29 октября 1896            | Тайный советник                  |                              |             |
| 10 | Николай Модестович Богданович  | 29 октября 1896 — 6 мая 1903                 | Действительный статский советник | Застрелен в Ушаковском парке |             |
| 11 | Иван Николаевич Соколовский    | 28 мая 1903 — 1905                           | Генерал-лейтенант                |                              |             |
| 12 | Болеслав Павлович Цехановецкий | 26 ноября 1905                               | Действительный статский советник |                              |             |
| 13 | Александр Степанович Ключарёв  | Декабрь 1905 — 1911                          | Тайный советник                  |                              |             |
| 14 | Пётр Петрович Башилов          | 28 февраля 1911 — 6 марта 1917               | Тайный советник                  |                              |             |